# Flughafen-S-Bahn Hamburg
| |                        |                                          |                                          |
| Streckennummer (DB): | 1239                   |                                          |                                          |
| Kursbuchstrecke (DB): | 101.1                  |                                          |                                          |
| Streckenlänge: | 2,637 km               |                                          |                                          |
| Spurweite: | 1435 mm (Normalspur)   |                                          |                                          |
| Stromsystem: | Stromschiene, 1200 V = |                                          |                                          |
| Streckengeschwindigkeit: | 80 km/h                |                                          |                                          |
| Zugbeeinflussung: | PZB S-Bahn Hamburg     |                                          |                                          |
| Zweigleisigkeit: | durchgehend            |                                          |                                          |
| |                        |                                          |                                          |
| \| \| \| geplante Verlängerung zur Alsternordbahn \| \| \| \| 14,339 \| Streckenende \| Streckenende \| \| \| 14,210 \| Hamburg Airport (Flughafen) \| Hamburg Airport (Flughafen) \| \| \| \| Alster \| \| \| \| 11,811 \| Ende Flughafentunnel \| Ende Flughafentunnel \| \| \| \| ehem. Strecke von Ochsenzoll \| \| \| \| 11,573 \| Alstertalbahn von Poppenbüttel \| Alstertalbahn von Poppenbüttel \| \| \| \| Überführgleis der Hochbahn \| \| \| \| 11,201 \| Hamburg-Ohlsdorf (S-Bahn) \| Hamburg-Ohlsdorf (S-Bahn) \| \| \| \| S-Bahn nach Hauptbahnhof \| \| \| \| \| \| \| \| Quellen: [1][2] \| \| \| \| |                        |                                          |                                          |
| Strecke (außer Betrieb) (im Tunnel) |                        | geplante Verlängerung zur Alsternordbahn | geplante Verlängerung zur Alsternordbahn |
| | 14,339                 | Streckenende                             | Streckenende                             |
| S-Bahnhof (im Tunnel) | 14,210                 | Hamburg Airport (Flughafen)              | Hamburg Airport (Flughafen)              |
| |                        | Alster                                   |                                          |
| Tunnelende | 11,811                 | Ende Flughafentunnel                     | Ende Flughafentunnel                     |
| Strecke von links (außer Betrieb) · Kreuzung (Querstrecke außer Betrieb) |                        | ehem. Strecke von Ochsenzoll             | ehem. Strecke von Ochsenzoll             |
| Strecke (außer Betrieb) · Abzweig geradeaus und von links | 11,573                 | Alstertalbahn von Poppenbüttel           | Alstertalbahn von Poppenbüttel           |
| Abzweig ehemals geradeaus und von rechts · Strecke |                        | Überführgleis der Hochbahn               | Überführgleis der Hochbahn               |
| Dienststation / Betriebs- oder Güterbahnhof · S-Bahnhof | 11,201                 | Hamburg-Ohlsdorf (S-Bahn)                | Hamburg-Ohlsdorf (S-Bahn)                |
| Strecke · Strecke |                        | S-Bahn nach Hauptbahnhof                 | S-Bahn nach Hauptbahnhof                 |
| |                        |                                          |                                          |
| Quellen: |                        |                                          |                                          |

Die Flughafen-S-Bahn Hamburg ist eine 2,637 Kilometer lange Strecke des Hamburger S-Bahn-Netzes. Sie wurde am 11. Dezember 2008 eröffnet.

## Verkehrslage
Die Flughafen-S-Bahn verbindet den Flughafen Fuhlsbüttel über den Bahnhof Ohlsdorf mit der Hamburger Innenstadt. Die Strecke ist mit Ausnahme eines kurzen Teilstücks nördlich von Ohlsdorf durchgehend unterirdisch trassiert. Die Tunnelrampe liegt unmittelbar vor der Station Klein Borstel der U-Bahn-Linie U1. Der Tunnel liegt aufgrund geologischer Gegebenheiten in einer Tiefe von bis zu 30 Metern unter der Erdoberfläche. Er unterquert dabei die Alster sowie ein größeres Wohngebiet in Fuhlsbüttel.
Für den öffentlichen Verkehr im Tunnelbahnhof existieren nur die Bahnsteiggleise 3 und 4.

## Betrieb
Die Strecke wird von der Linie S1 bedient. Die aus Richtung Innenstadt kommende Züge werden hierzu im Bahnhof Ohlsdorf geflügelt. Der vordere Zugteil verkehrt weiter zum Flughafen, der hintere Teil des Zuges auf der bisherigen Strecke der S1 nach Poppenbüttel. Stadteinwärts werden die Züge entsprechend zusammengekuppelt. Die Fahrtzeit vom Hauptbahnhof zum Flughafen beträgt 24 Minuten, in Gegenrichtung 25 Minuten. Der Flughafen wird in einem 10-Minuten-Takt an die Innenstadt angebunden, in den Randstunden am frühen Morgen und am späten Abend wird ein ausgedünnter 20-Minuten-Takt angeboten.
Die Strecke wird von einem elektronischen Stellwerk in Ohlsdorf aus betrieben und überwacht. Das Stellwerk (Bezeichnung: Ofs) wurde im September 2008 nur wenige Monate vor Eröffnung der Flughafenstrecke in Betrieb genommen. Ferner wurde die Strecke mit neuen Ks-Signalen und Anlagen für digitalen Zugfunk ausgestattet.

## Geschichte

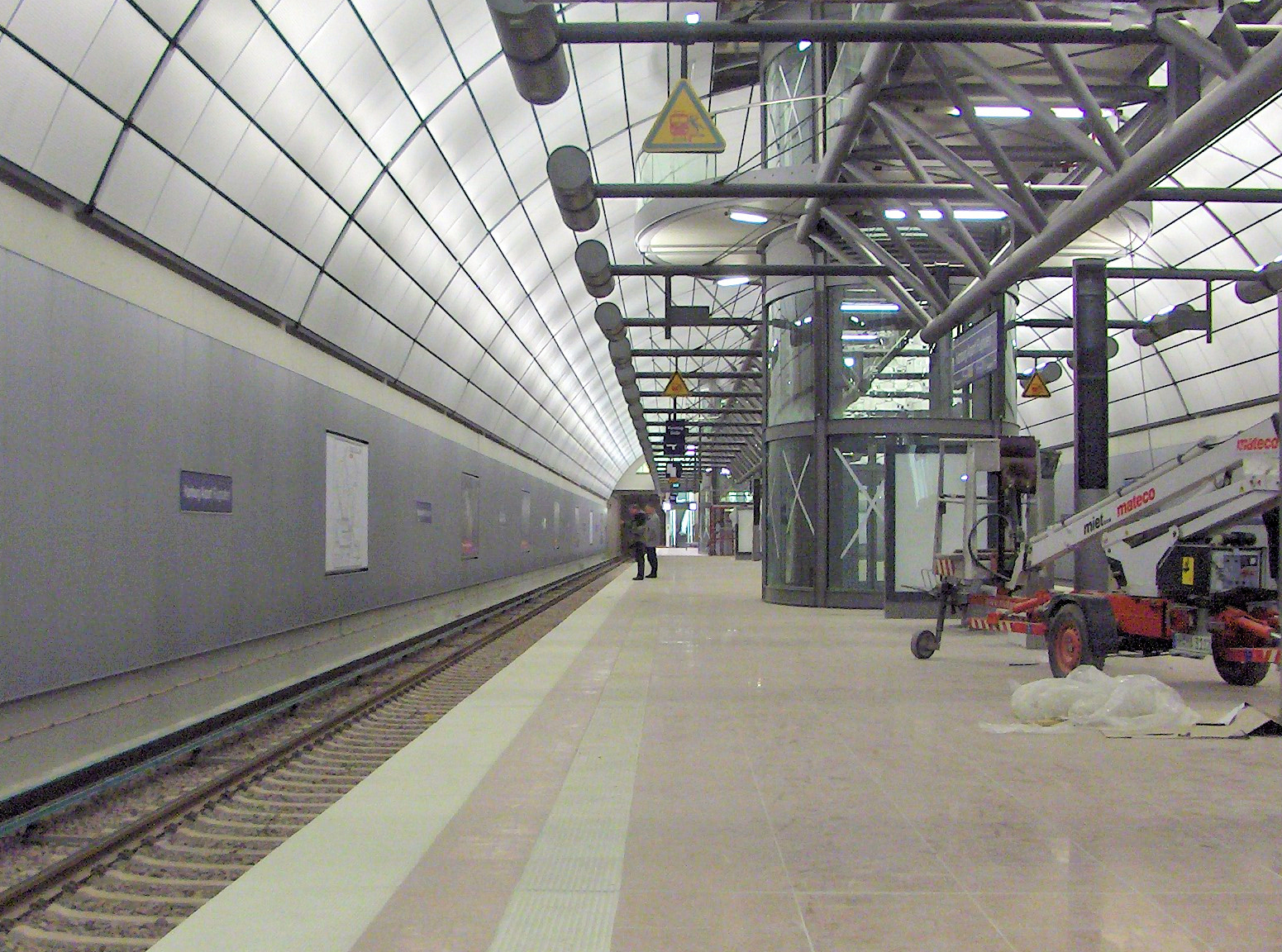
Bahnsteig des Flughafenbahnhofs einen Monat vor Aufnahme des Fahrgastbetriebs

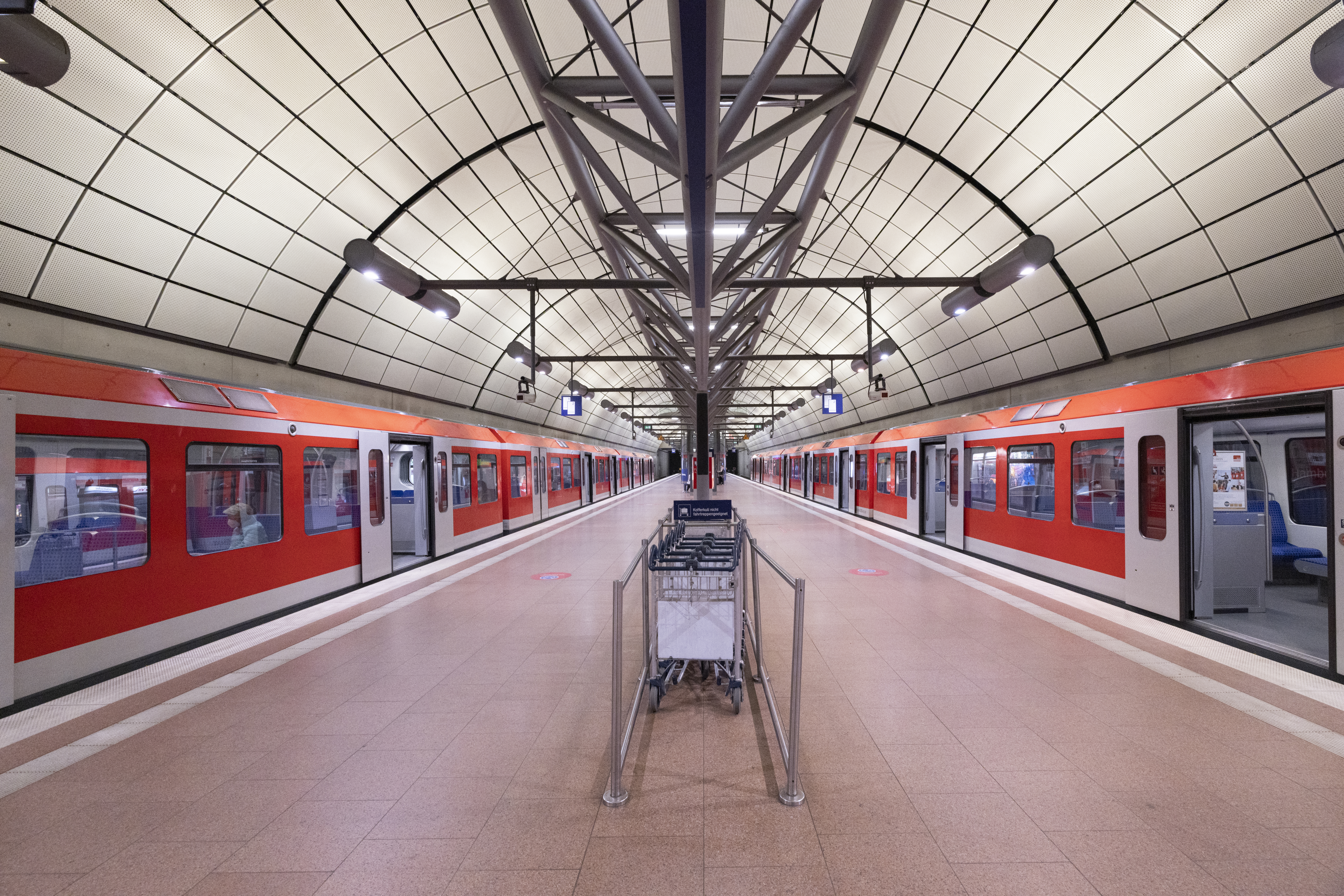
Bahnsteig in Betrieb

Die Anbindung des Flughafens an eine Schnellbahn wurde seit den 1960er Jahren diskutiert. Bis Ende Mai 1974 wurde der Flughafen durch die Linie 9 der Hamburger Straßenbahn mit der Innenstadt verbunden. Die Planungen berücksichtigten bereits für die ursprünglich geplante U-Bahn-Linie U4 die Möglichkeit einer Verlängerung bis zum Flughafen, die Ende der 1970er Jahre zur Verfügung hätte stehen können. Nach Aussetzung des Baus der U4 blieb der Flughafen jedoch weiterhin ohne Schnellbahnanschluss. Der weitere Planungsfortschritt verlief deshalb schleppend, weil bis in die 1980er Jahre der Bau eines neuen Großflughafens bei Kaltenkirchen geplant war, der den bisherigen Hamburger Flughafen hätte ersetzen können. Mit der Perspektive auf baldige Aufgabe Fuhlsbüttels bestand keine dringende Notwendigkeit zum Anschluss.
Erst nachdem die Planungen für den neuen Flughafen nicht weiter verfolgt wurden, wurde Ende der 1980er Jahre erneut ein Schnellbahnanschluss untersucht, aufgrund von Finanzierungsproblemen kamen die Konzepte jedoch nicht über Projektstudien hinaus. Gleichwohl wurde bereits 1991 ein Teil der Station am Flughafen im Rohbau errichtet.
Der entscheidende Impuls zum Anschluss ging von der Entscheidung des Senates zum Ausbau des Flughafens im Jahr 1998 aus.
Aufgrund von Anwohnerklagen gegen das Vorhaben konnten die Bauarbeiten erst nach einer rund zweijährigen Verzögerung am 11. April 2001 begonnen werden. Die Fertigstellung war nach optimistischen Schätzungen und unter Berücksichtigung der klagebedingten Verspätungen bereits für 2005, nach Wassereinbrüchen während der Bauarbeiten im Jahr 2004 für 2007 vorgesehen und erfolgte tatsächlich am 12. Dezember 2008. Bereits am Tag vor der Aufnahme des Regelbetriebs wurden jedoch kostenlose Kennenlernfahrten zur Station angeboten.

## Erweiterungen
Nach dem Konzept „Flugzug“ sollte die S-Bahn-Strecke zum Flughafen in nördliche Richtung bis zur Strecke der AKN beziehungsweise der Alsternordbahn verlängert werden. Verbunden mit einem Ausbau der AKN-Stammstrecke zwischen Henstedt-Ulzburg und Kaltenkirchen sollte damit eine Bahnlinie Kiel – Flughafen Hamburg – Hamburg Hauptbahnhof eingerichtet werden, unter anderem, um weiten Teilen Schleswig-Holsteins eine bessere ÖPNV-Anbindung an den Hamburger Flughafen zu bieten.
Die Idee einer Verlängerung der Flughafenstrecke zur AKN-Stammlinie wurde 2007 von der AKN aufgegriffen und in einer Machbarkeitsstudie untersucht. Auch ist sie Teil des sogenannten Drei-Achsen-Konzepts, das das schleswig-holsteinische Wirtschaftsministerium im Februar 2008 vorstellte.

## Streckendaten
Die Strecke ist für eine zulässige Höchstgeschwindigkeit von 80 km/h ausgelegt und mit einer Stromschiene für den Betrieb mit den Gleichstrom-S-Bahn-Zügen elektrifiziert. Die Tunnelrampe weist eine Neigung von 40 Promille auf. Der Bahnhof Hamburg Airport (Flughafen) erhielt einen 140 Meter langen Mittelbahnsteig und ist damit für Züge in Vollzuglänge geeignet. Die Gesamtkosten des Projekts betragen (Stand: 2008) etwa 280 Millionen Euro, die der Bund mit 60 % und die Stadt Hamburg mit 40 % übernommen haben. Die Hansestadt Hamburg hat ihren Anteil allerdings bis heute nicht vollständig bezahlt, weil bislang eine Endabrechnung der Deutschen Bahn fehlt.
In der Anfangszeit wurde mit etwa 13.500 Fahrgästen pro Tag gerechnet. Die S-Bahn Hamburg beförderte nach eigenen Angaben im Jahr 2009 rund 4,1 Millionen Fahrgäste auf dem Streckenabschnitt, im Jahr 2014 waren es 6,3 Millionen. 2016 wurden 7,2 Millionen Menschen befördert. Mit einem Anteil per Bahn zum Flughafen anreisender Menschen 34,5 Prozent sei Anfang November 2014 ein Spitzenwert in Deutschland erreicht worden. Unter den Fluggästen liege der Anteil bei knapp 30 Prozent.

## Diskussion um den Stationsnamen
Bis September 2008 war vorgesehen, dass die neue Station lediglich Hamburg Airport heißen sollte. Mit der kurzfristigen Ergänzung um die deutsche Bezeichnung reagierte der Senat auf einen gemeinsamen Antrag von Abgeordneten von CDU und GAL, der um eine Umbenennung in Flughafen (Hamburg Airport) bat. Der Vorschlag richtete sich gegen die von den Antragstellern als negativ empfundene Verwendung von Anglizismen. Bereits wenige Tage nach Einreichung des Antrages distanzierten sich die federführenden Abgeordneten jedoch vom Vorschlag, da bei der vollständigen Änderung hohe Mehrkosten zu erwarten wären, die beispielsweise beim Neudruck von Fahrplänen, Kursbüchern und Reiseplänen entstünden, die zum Zeitpunkt der Antragsstellung bereits aufgelegt waren. Kritiker des Vorschlags wendeten außerdem ein, dass ein international orientierter Ort wie der Flughafen eine englische Bezeichnung tragen sollte. Gleichwohl wird an den S-Bahn-Stationen der größten deutschen Verkehrsflughäfen Frankfurt und München sowie an allen anderen deutschen Flughafenbahnhöfen die deutschsprachige Bezeichnung verwendet. Heute lautet die Beschriftung auf den Stationsschildern „Hamburg Airport (Flughafen)“.